# Michel Cogné
Pour les articles homonymes, voir Cogné.
Michel Cogné, né en 1957 à Châtellerault en France, est un médecin et immunologiste français, spécialiste de la génétique de la lignée lymphoïde B et professeur à l’université de Rennes, il est également membre honoraire de l'Institut universitaire de France, dont il a été administrateur de 2013 à 2018.

## Biographie
Après un cursus médical et scientifique (Faculté de Médecine de Poitiers, hôpital Saint-Louis, Paris), il devient médecin spécialiste en Biologie Médicale et docteur en sciences de l’université Paris-VII, puis entre au CNRS en 1988 en tant que chargé de recherches. Il poursuit ses recherches sur les anomalies génétiques impliquées dans les « maladies des chaînes lourdes » et les « maladies de dépôts d’immunoglobulines monoclonales », caractérisées par la production d’immunoglobulines tronquées ou de fragments d’immunoglobulines pathogènes au cours du myélome ou de lymphomes,,. Il séjourne de 1992 à 1993 à la Harvard Medical School de Boston (laboratoire de Frederick W Alt), où ses travaux révèlent l’existence d’une région de contrôle du changement de classe des anticorps (ou « switch ») située dans la région terminale 3’ du locus des chaînes lourdes d’immunoglobulines. En tant que professeur à la Faculté de Médecine de Limoges, il devient membre junior de l’Institut universitaire de France en 1995 et crée une unité de recherche dédiée à l’étude de la génétique et la physiologie de la lignée lymphoïde B.
Les travaux de son équipe (actuellement UMR INSERM 1262 / CNRS 7276) concernent la régulation de l’expression et des remaniements des gènes d’immunoglobulines en physiologie et au cours des lymphoproliférations, ainsi que l’étude et la modélisation des pathologies associées à la production d’immunoglobulines anormales. L’équipe a notamment déterminé le rôle des éléments génétiques (activateurs transcriptionnels, « enhancers » ou «super-enhancers super-enhancers (en) ») qui régulent l’accessibilité, le remodelage chromatinien, l’hypermutation et les recombinaisons des locus d’immunoglobulines. Elle a identifié pour l’un de ces locus des remaniements précédemment méconnus (recombinaison suicide du locus IgH ou LSR (en)), une variante des recombinaisons de commutations classe (« class switching ») ayant la particularité d’induire la mort de la cellule B. Elle a aussi caractérisé des éléments architecturaux importants pour la fonction de ces activateurs,,. Michel Cogné s’est aussi intéressé à la fonction des immunoglobulines des différentes classes, exprimées en tant que récepteurs à la surface des lymphocytes B, montrant que la classe IgA y favorise la différenciation en plasmocyte, et que la classe IgE voue par contre les cellules qui l’expriment à une survie brève, ce qui constitue vraisemblablement un mécanisme d’auto-censure et d’évitement de réponses exagérément importantes au cours de l’allergie.
Dans le domaine des maladies de dépôts d’immunoglobulines et des lymphomes, les travaux de son équipe ont permis d’établir des modèles expérimentaux qui constituent maintenant des outils pour l’étude des mécanismes de ces maladies,.

## Famille
Il est le fils de Guy Cogné, dit Guy Hachette, auteur de mots-croisés, et le frère de Guy-Michel Cogné, journaliste et photographe. Il est marié avec Karin Tarte, professeur d’immunologie à l’université de Rennes, et il est le père de cinq enfants, Clément (né en 1984), Antoine (né en 1986), Étienne (né en 1989), Louis-Michel (né en 2004) et Gala (née en 2015).

## Distinctions
- Prix Allianz / Institut de France 2015 [17]
- Officier des Palmes académiques
- Bourse d’immunologie 2014 de la Fondation CSL Behring [18]
- Membre senior de l’Institut universitaire de France (depuis 2012) [7]
- Prix de la Fondation pour la recherche médicale (2000)
- Lauréat de l’Académie nationale de médecine (1999)
- Prix de Pau de la Ligue nationale contre le cancer (1996)
- Membre junior de l’Institut universitaire de France (1995) [7]